# 10333 Portnoff
A 10333 Portnoff (ideiglenes jelöléssel (10333) 1991 NZ6) a Naprendszer kisbolygóövében található aszteroida. Henri Debehogne fedezte fel 1991. július 12-én.

## Kapcsolódó szócikk
- Kisbolygók listája (10001–10500)